# Frederick Victor Dickins
Frederick Victor Dickins (1838-1915) est un chirurgien, barrister, orientaliste et administrateur d'université britannique. Il est passé à la postérité comme traducteur de littérature japonaise.

## Biographie
Il se rend au Japon pour la première fois en 1863 comme médecin à bord du HMS Coromandel (en). Il réside pendant trois ans à Yokohama comme responsable des installations médicales. Durant cette période, il est en contact avec les médecins et la culture japonaise ainsi qu'avec Ernest Satow qui devient un correspondant et ami pour la vie. Il commence alors à publier des traductions d’œuvres classiques japonaises en anglais. Il quitte son poste dans la marine, retourne en Angleterre et essaye plusieurs carrière mais revient au Japon en 1871, s'étant dans l'intervalle marié et été appelé au barreau (en). Il se constitue une pratique juridique au Japon où il est également largement impliqué dans la communauté de Yokohama, la botanique et le journalisme. Dans l'affaire de la juridiction de Maria Luz, il a représenté le capitaine péruvien du navire.
Dickins est particulièrement intéressé par les fougères qu'il collectionne à Yokohama et Atami de 1863 à 1865. Il envoie plantes et dessins à Joseph Dalton Hooker aux jardins botaniques royaux de Kew.
Il rentre en Angleterre en 1879. Après avoir passé quelque temps encore à pratiquer le droit en Égypte, il se consacre surtout aux études japonaises et à l'administration de l'université de Londres.

## Publications
- The Collected Works of Frederick Victor Dickins (Bristol: Ganesha, Tokyo: Édition Synapse 1999) réimprimé en sept volumes avec une introduction de Peter Kornicki  (ISBN 978-1-86210-003-9)
- Dickins coécrit une biographie de Sir Harry Parkes avec Stanley Lane-Poole, ce dernier auteur du premier volume sur Parkes en Chine et Dickins du second volume sur Parkes au Japon.

## Lettres à Dickins
- Sir Ernest Satow's Private Letters to W.G. Aston and F.V. Dickins, édité par Ian Ruxton avec une introduction de Peter Kornicki, Lulu Press Inc, février 2008  (ISBN 978-1-4357-1000-9)